# John Allen Muhammad

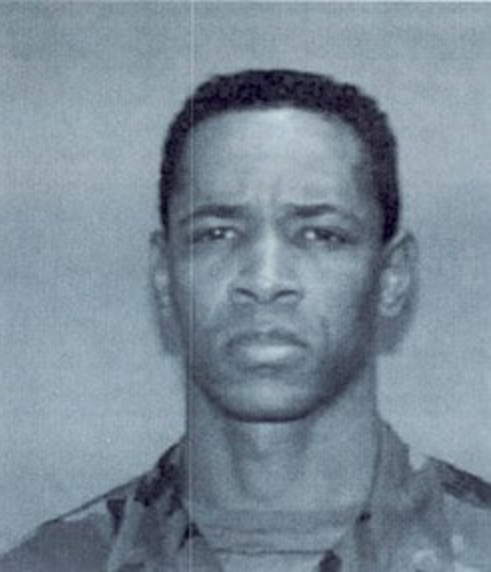
John Allen Muhammad in seiner Zeit beim Militär.

John Allen Muhammad (gebürtig: John Allen Williams; * 31. Dezember 1960 in New Orleans, Louisiana; † 10. November 2009 in Jarratt, Virginia) war ein US-amerikanischer Serienmörder, der 2002 gemeinsam mit seinem Komplizen Lee Boyd Malvo – auch John Lee Malvo genannt – die sogenannten Beltway Sniper Attacks beging.

## Leben
Muhammad kam 1960 in New Orleans als John Williams zur Welt. Der Vater war selten zu Hause, die Mutter hatte Brustkrebs und starb, als Muhammad drei Jahre alt war. Verwandte zogen ihn auf. Als Jugendlicher wurde er zum ersten Mal Vater, mit 21 heiratete er seine erste Frau Carol, mit der er einen Sohn hatte. Die Familie wohnte in einem Wohnwagen. 1987 ließ er sich scheiden, ein Jahr später heiratete er seine zweite Frau Mildred, mit der er drei Kinder hatte. Er diente als Soldat im Zweiten Golfkrieg, wo er als Mechaniker, LKW-Fahrer und Metallarbeiter ausgebildet wurde. Er erlangte bei der U.S. Army das Expert Rifleman's Badge, welches das US-Army-Äquivalent zur Schützenschnur in Gold der Bundeswehr darstellt.
Nach dem Ende des Armeedienstes eröffnete er 1994 erfolglos eine Autoreparatur-Werkstatt und eine Karate-Schule, seine Ehe mit Mildred ging wegen seiner Untreue in die Brüche. 2000 entführte er seine Kinder aus der Schule und brachte sie nach Antigua. Dort lernte er den 15-jährigen Lee Boyd Malvo kennen, der von seinen Eltern verlassen worden war. Die Mutter sah ihre Kinder erst nach 18 Monaten wieder.
Die vier Kinder hielt er mit dem Verkauf von gefälschten Dokumenten und US-Visa über Wasser. 2001 reisten sie gemeinsam nach Washington. Wegen einer Anzeige von Mildred nahm ihm das Jugendamt die Kinder ab und übertrug seiner Exfrau das Sorgerecht, nur noch Malvo blieb bei ihm. Bereits 1987 trat er zum Islam über, wurde Mitglied der Gruppe Nation of Islam und änderte seinen Namen in John Allen Muhammad.
Die Anschläge vom 11. September 2001 radikalisierten ihn. Er wurde zu einem bekennenden Bewunderer Osama bin Ladens und verurteilte die „Heuchelei“ und „Sklaverei“ der USA, wie sein Komplize Malvo in seinem späteren Prozess aussagte, und verstand sich als Kämpfer in seinem persönlichen „Dschihad“.

## Taten
Als ausgezeichneter Militärschütze mit dem Expert Rifleman's Badge Abzeichen bildete er Malvo ebenfalls zu einem sehr guten Schützen aus. Gemeinsam bauten sie einen PKW so um, dass sie aus dem Kofferraum im Liegen schießen konnten. Muhammad ließ Malvo mit einem Halbautomatik-Gewehr vom Typ Bushmaster wahllos auf Passanten schießen, unabhängig von Alter, Geschlecht oder Hautfarbe. Sie wurden vor Bushaltestellen, Tankstellen und Supermärkten meistens mit nur einem gezielten Schuss getötet. Zehn Menschen starben, drei wurden verletzt, unter anderem ein 13-jähriger, dem auf seinem Schulhof in den Bauch geschossen wurde. Ihr letztes Opfer war der 35-jährige Busfahrer Conrad Johnson. Er wurde am 22. Oktober auf der Treppe, die in den Bus führt, erschossen.
An einem der Tatorte ließ Malvo seinen Fingerabdruck zurück, der den Behörden durch seine Einwanderung bekannt war. John Allen Muhammad und John Lee Malvo wurden am 24. Oktober 2002 auf einem Parkplatz aufgespürt und konnten, schlafend in ihrem Auto, einem 1990 Chevrolet Caprice, verhaftet werden.

## Gerichtsverfahren und Hinrichtung
Im Oktober 2003 wurde das Verfahren gegen Muhammad wegen des Mordes an Dean Meyers in einer Autowerkstatt in Manassas, Virginia eröffnet. Der Prozess wurde von Prince William County, wo das Verbrechen stattfand, nach Virginia Beach verlegt. Muhammad wurde das Recht zur Verteidigung in eigener Sache eingeräumt, woraufhin er seinen Verteidiger entließ. Unmittelbar nach seinem Eröffnungsplädoyer ließ er sich jedoch wieder anwaltlich vertreten.
Muhammad wurde des Mordes, terroristischer Umtriebe, Verschwörung und des illegalen Waffeneinsatzes angeklagt und musste mit einer Verurteilung zum Tod rechnen. Die Anklagevertretung führte aus, dass die Morde Teil einer Strategie zur Erpressung von 10 Millionen US-Dollar von staatlichen Stellen gewesen waren. Weiterhin spreche vieles dafür, dass Muhammad eine Beteiligung an bis zu 16 Attentaten zur Last gelegt werden könnte. Eine Anklage wegen terroristischer Umtriebe ist nach dem Gesetz im Falle von zwei bewiesenen Attentaten innerhalb von drei Jahren stichhaltig.
Die Staatsanwaltschaft berief mehr als 130 Zeugen und legte mehr als 400 Beweisstücke vor, um zu beweisen, dass Muhammad für die Attentatsserie verantwortlich war und den jugendlichen Malvo als ausführendes Werkzeug benutzte. Allerdings konnte die Staatsanwaltschaft nie schlüssig beweisen, dass Muhammad selbst ein Opfer getötet hatte. Stattdessen fügten sich die einzelnen Beweise in ein Bild, welches deutlich Muhammad im Zentrum der Morde zeigt.
Zu den Beweisstücken gehörte auch das Gewehr, welches in Muhammads Auto gefunden wurde. Ballistische Untersuchungen zeigten, dass nicht nur acht der zehn Morde im Bezirk Washington, sondern auch noch zwei weitere in Louisiana und Alabama mit dieser Waffe verübt worden waren. Auch das umgebaute Auto wurde von der Staatsanwaltschaft als Beweisstück herangezogen. Ferner wurde im Auto ein Laptop gefunden, welcher Karten mit Markierungen von Tatorten enthielt.
Zeugen erkannten, dass Muhammad oder das Fahrzeug an mehreren Tatorten zugegen war. Außerdem gab es ein aufgezeichnetes Telefongespräch der Polizei, in dem ein Mann Geld für das Beenden der Attentatsserie verlangte. Die Stimme konnte durch einen Beamten als die Stimme von Muhammad identifiziert werden.
Die Verteidigung von Muhammad erinnerte das Gericht daran, dass die Verhängung der Höchststrafe im Falle des Fehlens direkter Beweise ausschließlich aufgrund von Indizien nicht möglich sei. Malvos Fingerabdrücke wurden auf dem Bushmaster-Gewehr in Muhammads Auto gefunden sowie genetisches Material von Muhammad selbst an dem Gewehr. Aber die Verteidigung behauptete, dass das in Virginia geltende so genannte „Abzugbetätiger-Gesetz“ eine Hinrichtung von Muhammad nicht zulasse, da die Betätigung des Abzugs der Mordwaffe eine Voraussetzung zur Verhängung der Todesstrafe sei. Niemand konnte bestätigen, dass Muhammad den Abzug betätigte, als Meyers erschossen wurde.
Am 17. November 2003 befanden die Geschworenen in Virginia Muhammad einstimmig für schuldig im Sinne von allen vier Anklagepunkten:
- Schuldig des Mordes an Dean H. Meyers durch Erschießen,
- Schuldig des Mordes aufgrund der im Staat Virginia geltenden Anti-Terror-Gesetze,
- Schuldig des Totschlags begangen in der Absicht, Regierung und Öffentlichkeit zu terrorisieren,
- Schuldig der Verschwörung, Morde zu begehen und illegal Waffen zu benutzen.

Im nachfolgenden Prozessabschnitt der Strafmaßfindung empfahlen die Geschworenen nach zweitägiger Beratung einstimmig, Muhammad zum Tode zu verurteilen. Am 9. März 2004 folgte der Richter der Empfehlung der Geschworenen und verurteilte John Allen Muhammad zum Tode.
Am 22. April 2005 bestätigte das Oberste Gericht von Virginia die verhängte Todesstrafe und begründete dies mit dem Hinweis, Muhammad könne zum Tode verurteilt werden, da der Mord Teil eines terroristischen Akts gewesen ist. Das Gericht wies gleichzeitig die Ansicht der Verteidigung zurück, dass Muhammad nicht zum Tode verurteilt werden könne, da er im Gegensatz zu seinem jugendlichen Komplizen Lee Boyd Malvo nicht den Abzug betätigt habe.
Am 10. November 2009 wurde er im Greensville Correctional Center in Jarratt (Virginia) durch die Giftspritze hingerichtet.

## Verfilmungen
Der Fall um Muhammad und Malvo wurde 2003 unter dem Titel D.C. Sniper: 23 Days of Fear (Deutsch: Sniper – Der Heckenschütze von Washington) unter der Regie von Tom McLoughlin für das Fernsehen verfilmt. Bobby Hosea spielte hierbei John Allen Muhammad.
Im Drama Blue Caprice wurde er 2013 von Isaiah Washington dargestellt.